# Acanthopsoides robertsi
Acanthopsoides robertsi är en fiskart som beskrevs av Siebert, 1991. Acanthopsoides robertsi ingår i släktet Acanthopsoides och familjen nissögefiskar. Inga underarter finns listade i Catalogue of Life.